# Astathes bigemmata
Astathes bigemmata là một loài bọ cánh cứng trong họ Cerambycidae.